# Brusselse metrolijn 3
De Brusselse metrolijn 3 is een geplande nieuwe lijn van de Brusselse metro waarvan de volledige afwerking voorzien is vanaf 2030. De lijn zal de premetro door de Noord-Zuidverbinding vervangen en naar het noorden verlengd worden onder de dichtbewoonde wijken van Schaarbeek naar Evere. In 2023 rezen opnieuw vraagtekens of het project zal worden gerealiseerd, door de meerkosten voor de tunnel onder het Zuidpaleis en voor het noordelijke stuk.

## Geschiedenis

### Plannen 1969 en 1975
In 1969 verscheen een ambitieus plan dat voorzag in de bouw van vijf volwaardige metrolijnen, die in het eerste stadium als premetrolijnen geëxploiteerd zouden worden en tegen de eeuwwisseling gereed moesten zijn.

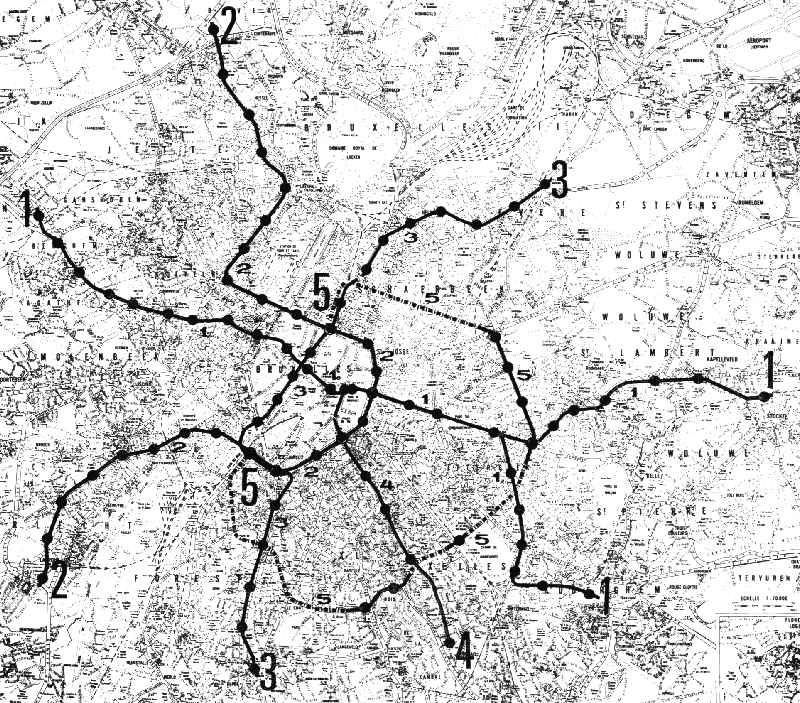
Kaart van het netwerk zoals het in 1969 was voorzien

Lijn 3 werd voorgesteld als een noord-zuidlijn dwars door het centrum, die in het zuiden naar het centrum Ukkel zou voeren (in de buurt van Sint-Pietersvoorplein en het Marlowplein) en in het noorden via Schaarbeek naar station Bordet zou voeren in Evere.
In het kader van het premetroproject van lijn 3 (Schaarbeek-Ukkel) werd in 1976 het huidige tunneltraject Noordstation-Lemonnier geopend.
Nog voordat de eerste echte metrolijnen geopend werden, verscheen er een nieuw plan, dat in een groot aantal wijzigingen voorzag. De metroplannen van 1975 waren nog ambitieuzer met plannen om de metrolijnen tot ver over de huidige gewestsgrenzen aan te leggen. Metrolijn 3 werd in deze plannen in het noorden verlengd tot op de luchthaven en in het zuiden naar Linkebeek. Deze plannen bleken later echter financieel onhaalbaar. Ondertussen werd wel gestaag verder gewerkt met de aanleg van (pre)metrolijnen en de ombouw ervan naar volwaardige metro. Aan de Noord-Zuidpremetrotunnel werd echter niet meer gewerkt. De verhoogde middenperrons (klaar om een metro te ontvangen) werden zelfs verlaagd zodat deze in gebruik konden genomen worden voor de trams. De ombouw tot volwaardige metro leek aan het begin van de 21e eeuw volledig van de baan.

### IRIS 2
In 2008 werd het mobiliteitsplan Iris 2-plan voorgesteld. In het plan werden knopen doorgehakt en werd er beslist welke ideeën tot uitbreiding van de Brusselse metro nader bestudeerd zouden worden. Op dat moment werd beslist om volgende uitbreidingen te bestuderen:
- Ombouw van de premetrotunnel tot een volwaardige metrolijn 3 met
  - een noordelijke verlenging van Noordstation tot Schaarbeek Vorming.
  - een zuidelijke verlenging van Albert tot Station Ukkel-Kalevoet.
- Een metrolijn 4 die Simonis met Ukkel Vanderkindere verbindt.

Begin 2010 werd duidelijk dat men voorrang zou geven aan de uitbreiding naar het noorden met een nieuwe ondergrondse lijn van ongeveer 4 kilometer. In september 2010 werd dit door de Brusselse regering geformaliseerd in een akkoord. In de vernieuwde versie van het mobiliteitsplan uit 2010 Iris 2 werd de komst van een nieuwe metrolijn naar Schaarbeek (toen) tegen 2018 wordt bevestigd. De uitbreiding van de metro naar Ukkel zou enkel bestudeerd worden.

### Studies en definitieve vastlegging

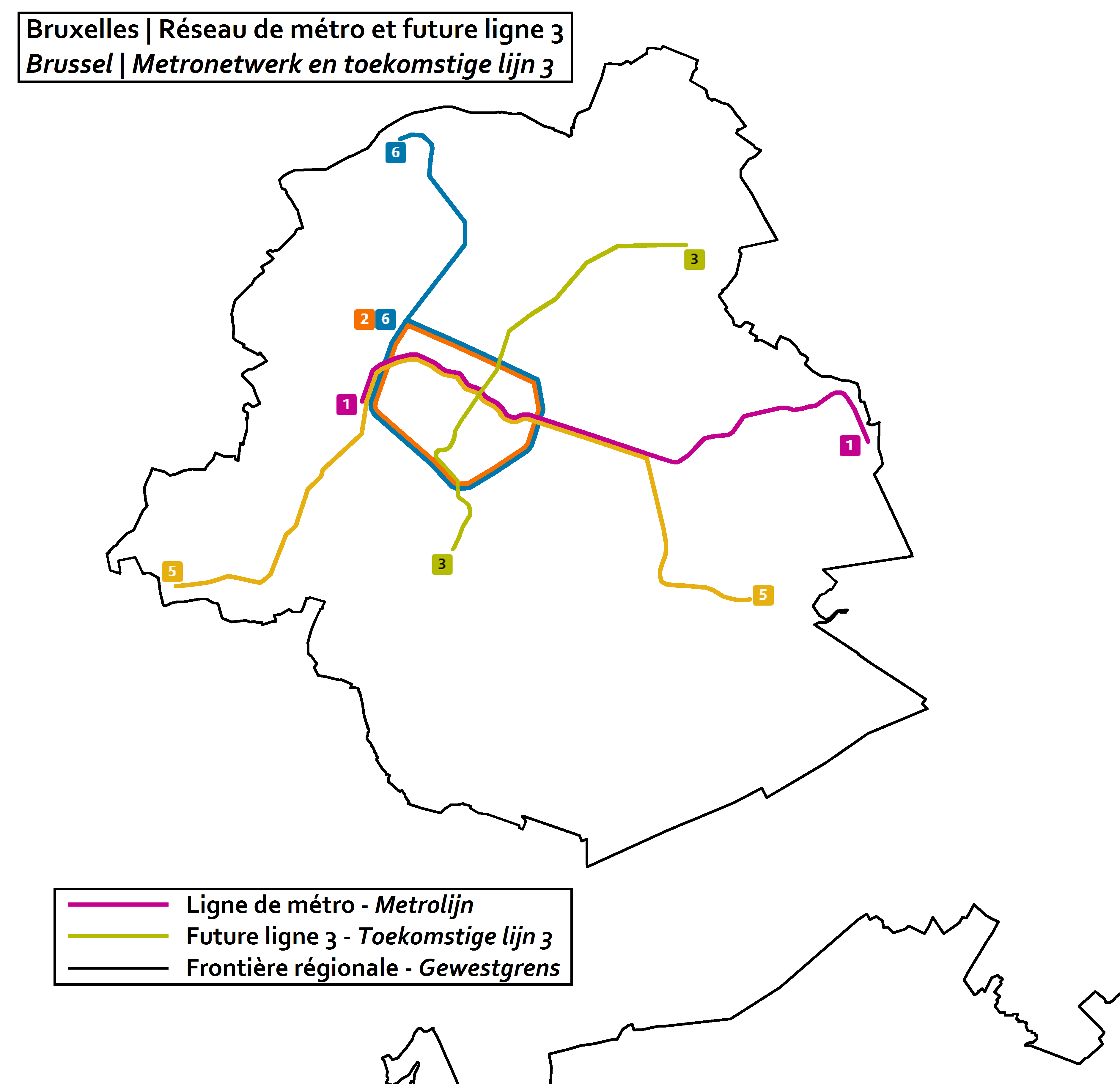
Kaart van het metronetwerk en de toekomstige lijn 3

In december 2010 trok Beliris tien miljoen euro uit voor de eerste studie voor de bouw van deze metrolijn en concludeerde dat de metro naar de noordelijke wijken de belangrijkste prioriteit voor de Brusselse metro is. In 2013 werden gedetailleerde tracé-studies uitgevoerd, waar varianten via het station Schaarbeek en via het Paul Brien-ziekenhuis geschrapt werden wegens concurrentie met respectievelijk het GEN en tramlijn 62. De metro zou volgende stations aandoen: Noordstation, Liedts, Collignon, Waelhem (met mogelijke verbinding naar Verboekhoven als daar een GEN-station komt), Riga/Helmet, Linde, Vrede, Bordet. De keuze tussen een tracé via de Rigasquare met een extra halte Linde of via het Helmetseplein zou voor de verkiezingen van mei 2014 beslecht worden.
Begin mei 2014 wordt het nieuwe traject definitief vastgelegd. De lijn zal lopen volgens: Station Brussel-Noord, Liedts, Collignon, Verboekhoven, Riga, Linde, Vrede en Bordet. Een nieuwe stelplaats voor deze lijn zal in Haren gebouwd worden. In 2015 en 2016 volgde de aanvraag voor een stedenbouwkundige vergunning en een milieuvergunning. In 2017 zou de openbare aanbesteding gelanceerd worden, zodat een jaar later de werkzaamheden kunnen beginnen.
In 2015 maakte de Brusselse regering bekend dat de opening van het tracé Albert - Noordstation tegen 2021 wordt voorzien. De verlengde lijn tot Evere zou pas (toen) in 2024 klaar zijn. De verlengde lijn zal onmiddellijk door een geautomatiseerde metro bediend worden. De kosten voor de verlenging worden gedragen door de federale overheid (via het samenwerkingsverband 'Beliris'); de kosten voor de ombouw van de bestaande premetro worden gedragen door het Brussels Hoofdstedelijk Gewest. 
In 2020 werd de opleveringsdatum voor de volledige lijn van 2025 naar 2030 uitgesteld. Tegen dan moet het deel Albert-Noordstation 2030 operationeel zijn.

## Tracé
De onderstaande afbeelding toont het volledige tracé. Het deel in het groen is de reeds bestaande Noord-Zuidpremetrotunnel. In 2024 moet het deel van Albert tot het Noordstation klaar zijn. Halte Lemonnier blijft een tramhalte en wordt niet omgebouwd tot metrostation. In plaats daarvan komt er een nieuw, naastgelegen metrostation Toots Thielemans (op de onderstaande afbeelding aangeduid onder de oude naam Grondwet).

### Zuidpaleis
Vanaf midden 2021 kampt de bouw van 120 meter tunnel in de drassige ondergrond onder het Zuidpaleis met onvoorziene problemen, met mogelijk 170 miljoen euro meerkost en 8 jaar vertraging. Een van de pistes om grote meerkosten te vermijden is het afbreken van een deel van het Zuidpaleis, om van daaruit ondergronds slibwanden te kunnen bouwen.

## Zuidelijke verlenging
Vanuit de gemeenteraden van Ukkel en Vorst werd er in 2020 en 2021 gevraagd om de lijn vanuit Albert te verlengen naar hun gemeenten. Zij kwamen echter niet overeen welk traject het beste zou zijn.